# Launaea arborescens
Launaea arborescens is een soort uit de composietenfamilie (Asteraceae). De soort komt voor in Macaronesië, Noordwest-Afrika, Spanje en Saoedi-Arabië. Het is een stekelige struik die groeit in droge gebieden, zoals kuststeppes.